# V555 Возничего
V555 Возничего (лат. V555 Aurigae), ранее используемое ES Тельца (лат. ES Tauri) не рекомендуется — двойная затменная переменная звезда типа Алголя (EA) в созвездии Возничего на расстоянии приблизительно 7055 световых лет (около 2163 парсеков) от Солнца. Видимая звёздная величина звезды — от +16,1m до +14,1m. Орбитальный период — около 0,9098 суток (21,835 часов).

## Характеристики
Первый компонент — жёлтая звезда спектрального класса G. Радиус — около 2,8 солнечных, светимость — около 8,167 солнечных. Эффективная температура — около 5835 К.